# Tenkai
Tenkai (天海, 1536-1643) est un moine bouddhiste Tendai japonais de l'époque Azuchi Momoyama et du début de l'époque Edo, qui atteint le rang de daisōjō (大僧正), le plus haut rang de son ordre religieux.
Son nom bouddhiste est premièrement Zuifū (随風) pour devenir Tenkai en 1590. Il meurt à un âge très avancé, jusqu'à 130 ans suivant certaines théories.[réf. nécessaire]
Certains considèrent que Tenkai n'est autre que Akechi Mitsuhide, converti au bouddhisme après avoir survécu à la trahison envers son seigneur lors de l'incident de Honnō-ji, après quoi il devient un proche conseiller de Tokugawa Ieyasu et participe à la rédaction de buke shohatto.

## Source de la traduction
- (en) Cet article est partiellement ou en totalité issu de l’article de Wikipédia en anglais intitulé « Tenkai » (voir la liste des auteurs).